# مارکف (دهانه)
مارکوف یک دهانه برخوردی در ماه‌ است.

## دهانه‌های اقماری
این دهانه ۴ دهانه اقماری دارد.
| Markov | عرض جغرافیایی | طول جغرافیایی | قطر          |
| ------ | ------------- | ------------- | ------------ |
| U      | ۵۱.۹° N       | ۶۰.۲° W       | ۲۹.۰ کیلومتر |
| E      | ۵۰.۶° N       | ۶۰.۱° W       | ۱۳.۰ کیلومتر |
| G      | ۵۰.۰° N       | ۵۶.۲° W       | ۵.۰ کیلومتر  |
| F      | ۵۰.۰° N       | ۶۱.۸° W       | ۸.۰ کیلومتر  |